# Afraflacilla antineae
Afraflacilla antineae là một loài nhện trong họ Salticidae.
Loài này thuộc chi Afraflacilla. Afraflacilla antineae được J. Denis miêu tả năm 1954.